# Alfonso Muzzarelli
Alfonso Muzzarelli (Ferrara, 22 agosto 1749 – Parigi, 25 maggio 1813) è stato un teologo e gesuita italiano.

## Biografia
Alfonso Muzzarelli nacque a Ferrara il 22 agosto 1749, figlio del conte Francesco Muzzarelli e della contessa Isabella Moro. Entrò nel noviziato della Compagnia di Gesù il 20 ottobre 1768. Dopo la soppressione dell’ordine nel 1773, ottenne un beneficio ecclesiastico a Ferrara e fu poi nominato rettore del Collegio dei Nobili di Parma. In seguito, papa Pio VII lo chiamò a Roma come teologo della Penitenzieria apostolica. Quando il papa fu deportato nel 1809, Muzzarelli fu costretto a lasciare Roma e fu esiliato a Parigi, dove morì il 25 maggio 1813, nel convento delle Dame di Saint-Michel.

## Opere
- Il mese di Maria o sia di Maggio, Ferrara, 1785.
- Confutasione del contratto sociale di Gian Jacopo Rousseau, Foligno, 1794.
- Il buon uso delle vacanze, Parma, 1798.
- Il buon uso della Logica in materia di Religione, Foligno, 1787.
- L'Emilio disingannato, Siena.